# Tren Urbano de Maceió
El sistema de trenes urbanos de Maceió es administrado por la CBTU a través de la Superintendencia de Trenes Urbanos de Maceió. Posee aproximadamente 32 km de extensión contando con 9 estaciones y 5 paradas que permiten unir los municipios de Maceió, Santa Luzia do Norte, Satuba y Río Largo, en la Región Metropolitana de Maceió. Actualmente transporta cerca de 6.000 pasajeros por día.

## Historia
Servicio creado por la Red Ferroviaria del Noreste a mediados de 1965, en 1975 pasó a ser administrado por la RFFSA durante la nacionalización de las líneas ferroviarias de Brasil. Debido a la privatización de las líneas ferroviarias de la RFFSA de la concesión la operación de los trenes urbanos pasó en 1997 a la CBTU conectada al Ministerio de las Ciudades del gobierno federal.

## Características
Este sistema actualmente posee 32,1 km de extensión y es servido por 9 estaciones y 5 paradas de esas, dos son experimentais. Los vehículos de este sistema poseen una velocidad media de 26,7 km/h. El ancho es métrico en vía  única y los trenes son movidos a diésel.

### Flota
(*) Locomotoras • (**) Vagones de Pasajeros • (***) Composición en pruebas operacionales
Las locomotoras ALCO RSD-8 (n.º 6002, 6007 y 6019) se encuentra con pintura especial desde 2008.

## Proyectos
Existe un proyecto de la CBTU llamado Tren Patrón, que consiste en un VLT de fabricación totalmente nacional y que sustituirá las locomotoras diésel de los sistemas de João Pessoa, Maceió, Natal y del VLT de Recife que opera en la Región Metropolitana de Recife.

## Tarifa
- Normal - R$ 0,50